# マルタ (マリアの姉)
マルタ（ベタニアのマルタ）またはマルファは、新約聖書に登場する女性でキリスト教の聖人。マルファは日本ハリストス正教会での読み方。

## 概要
ベタニアに暮らし、弟ラザロ、妹マリアと共にイエスと親しかった。イエスが彼らの家を訪れた記述は、ルカによる福音書10:38-42、ヨハネによる福音書11:1-40、12:1-11などに見られる。記憶日は7月29日。

イエスを迎えた時のマルタとマリアの態度の違いは、伝統的に「観想的生活」と「活動的生活」とを表すものであると考えられてきた。
新約聖書にマルタの死にまつわる出来事は書かれていないが、中世頃よりプロヴァンス地方で宣教したとする伝承がある。マルタの聖遺物は1187年にタラスコンで発見された。
絵画などで表現される場合、聖書ないし聖人伝の記述が含まれた図像で描かれ、ひしゃく、箒、鍵束などを持つ。また、主婦や手伝いをする姉妹の守護聖人とされる。
これとは別に、マルタを象徴する図像にドラゴンがある。これはタラスコンに表れたドラゴン（タラスク）にマルタが聖水を飲ませ、サッシュを巻いて捕らえたという伝承による。